# Hans Hefelmann
Hans Friedrich Kurt Hefelmann (* 4. Oktober 1906 in Dresden; † 12. April 1986 in München) war ein deutscher Diplom-Landwirt und im nationalsozialistischen Deutschen Reich als Abteilungsleiter des Hauptamtes IIb der Kanzlei des Führers einer der Hauptverantwortlichen für die Organisation und Durchführung des nationalsozialistischen „Euthanasie“-Programms (Aktion T4).

## Leben
Hans Hefelmann war Sohn eines Textilfabrikanten. Er studierte Agrarwissenschaften und schloss sein Studium als Diplom-Landwirt ab. Im Juli 1932 promovierte er zum Dr. agrar.
Bereits zum 1. Februar 1931 war er der NSDAP beigetreten (Mitgliedsnummer 452.188).
Für eine kurze Zeit war Hefelmann auf dem Gut seines Vaters und bei einem Institut für Konjunkturforschung tätig. Dann erhielt er eine Anstellung bei der Dienststelle des Wirtschaftsbeauftragten beim Stellvertreter des Führers Rudolf Heß. Im Januar 1936 kam er nach Auflösung dieser Dienststelle in die Kanzlei des Führers (KdF). 1937 wurde er als Leiter der dortigen Unterabteilung IIb für Angelegenheiten aus dem Bereich der Reichsministerien und deren nachgeordneten Geschäftsbereichen hauptsächlich für Gnadengesuche zuständig. Für Gesuche von Parteimitgliedern besaß IIb ab 1938 ein Mitspracherecht. Stellvertreter Hefelmanns war Richard von Hegener.
Mit Beginn der sogenannten Kinder-„Euthanasie“ und der anschließenden Erwachsenen-„Euthanasie“ (im Nachkriegssprachgebrauch als „Aktion T4“ bekannt) wurden mehrere Scheinunternehmen gegründet, um zu vermeiden, dass die Kanzlei des Führers sowie das ebenfalls involvierte Reichsministerium des Innern mit diesen der Geheimhaltung unterliegenden Maßnahmen in Verbindung gebracht werden konnten. Für die Organisation der Kinder-„Euthanasie“ wurde ein „Reichsausschuss zur wissenschaftlichen Erfassung von erb- und anlagebedingten schweren Leiden“ gegründet. Dahinter stand Hefelmanns Amt IIb. Auch an der Organisation der Erwachsenen-„Euthanasie“ war Hefelmanns Dienststelle maßgeblich beteiligt. Der als Direktor der ersten NS-Tötungsanstalt Grafeneck vorgesehene Werner Kirchert, der Referent des Reichsarztes SS und der Polizei Ernst-Robert Grawitz war, wurde in die KdF bestellt und über seine ihm zugedachte Verwendung informiert. Da zumindest die leitenden Positionen nur mit Freiwilligen besetzt werden sollten, erhielt er vom Leiter des Amtes II und Hefelmanns Vorgesetzten Viktor Brack einige Tage Bedenkzeit. Kirchert sagte jedoch schließlich ab und gab nach dem Krieg im Prozess gegen den ärztlichen Leiter der Aktion T4, Werner Heyde, folgende Erklärung ab:

„Ende September oder Anfang Oktober wurde ich erneut zu Dr. Hefelmann bestellt. Bei dieser Besprechung entwickelte Dr. Hefelmann Pläne, wie man sofort mit dem Beginn der Aktion zugleich mehrere hundert Menschen töten, und wie man solches Massensterben tarnen könne. Er sprach von Eisenbahn- und Omnibusunglück usw., die man als Grund des plötzlichen Todes den Angehörigen und der Öffentlichkeit angeben könnte. Meine Einwendungen, ein solches Vorgehen sei praktisch unausführbar, wies Hefelmann zurück. Offensichtlich ergab sich die unnachgiebige Haltung Hefelmanns aus der damals häufigen Einstellung ‚Mein Führer, ich melde!’ Ich gab daraufhin auch Dr. Hefelmann bereits zu erkennen, daß ich unter diesen Umständen nicht bereit sei, an der Aktion mitzuwirken.“

Kirchert schlug seinen ehemaligen Klassenkameraden Horst Schumann für den Posten vor, der auch der erste Leiter und Tötungsarzt von Grafeneck wurde.
Zum Transport der Kranken in die Tötungsanstalten wurde die „Gemeinnützige Krankentransport GmbH (Gekrat)“ geschaffen, die unter der Leitung von Reinhold Vorberg vom Amt IIc der Kanzlei des Führers stand. Für die Materialbeschaffung zuständig war Hefelmanns Stellvertreter von Hegener, der für diese Organisation Busse der Reichspost besorgte, die später als „Graue Busse“ zu den bekannten und gefürchteten Vorboten des Krankenmordes wurden.
Auch am Entwurf eines „Euthanasie“-Gesetzes hat Hefelmann mitgewirkt. Wie er am 15. September 1960 aussagte, habe er u. a. zusammen mit Ministerialrat Herbert Linden von der Gesundheitsabteilung des Reichsinnenministeriums an einem solchen Gesetzentwurf gearbeitet.
Hefelmann, selbst ein medizinischer Laie, kann als einer der effizientesten Mitarbeiter bei der Organisation und Durchführung des nationalsozialistischen „Euthanasie“-Programms gelten. Der erste ärztliche Leiter der Aktion T4, Werner Heyde, bezeichnete ihn „schlechthin als den geistig bedeutendsten, klarsten und geschicktesten Mann in der KdF“. In der Begründung für den Vorschlag zur Verleihung des Kriegsverdienstkreuzes II. Klasse heißt es:

„Parteigenosse Dr. Hefelmann hat neben seiner außerordentlich bedeutsamen Mitarbeit in Fragen der Gesundheitsführung innerhalb des Hauptamtes II die geistigen Grundlagen für die praktische Durchführung eines kriegswichtigen Sonderauftrages des Führers geschaffen. Ein spezieller Sektor dieses Sonderauftrages wird von ihm verantwortlich selbständig geleitet.“

Am 4. Januar 1943 wurde Hefelmann zur Wehrmacht eingezogen, jedoch bereits Ende März 1944 – vorgeblich wegen Malaria und Gelbsucht – wieder entlassen. Er nahm seine alte Tätigkeit in der KdF erneut auf und setzte sich im Januar 1945 mit seinem Stellvertreter von Hegener und weiteren Mitarbeitern aus Berlin ab. Im Landeskrankenhaus Stadtroda in Thüringen wurde er Leiter eines Flüchtlingslagers. Der Krankenhausdirektor Gerhard Kloos war Hefelmann als Leiter einer „Kinderfachabteilung“ bekannt, so dass er mit dessen Unterstützung rechnen konnte. Vor dem Eintreffen der alliierten Truppen wechselte Hefelmann nach München. Dort meldete er sich offiziell an und wurde Mitglied des Alpen- und Tierschutzvereins.
Am 1. Mai 1947 ging er nach Innsbruck und wurde Mitglied der „Liga für die Vereinten Nationen“. Von der Caritas Internationalis erhielt er am 24. Juni 1948 eine Originaleinreiseerlaubnis für Argentinien, wohin er im Oktober 1948 auswanderte. Dort verdingte Hefelmann sich zunächst als Zimmermannsgehilfe, Fabrikarbeiter und Mechaniker. Schließlich wurde er nach seinen Aussagen im Februar 1951 Geschäftsführer einer europäischen und im November 1951 einer deutschen Buchhandlung. Mit Kloos blieb er in schriftlicher Verbindung und nahm zu dem ebenfalls in Argentinien befindlichen Hans-Ulrich Rudel Kontakt auf. Im Dezember 1955 kehrte Hefelmann schließlich wieder nach Westdeutschland zurück und begann im Februar 1956 eine Tätigkeit als Geschäftsführer in „Susis Bekleidungs-GmbH“ im bayerischen Waging am See.
Trotz des gegen ihn auf Veranlassung von Generalstaatsanwalt Fritz Bauer 1964 eingeleiteten strafrechtlichen Verfahrens und in diesem Zusammenhang prognostizierten minimalen Lebenserwartung von nur noch zwei Jahren konnte Hefelmann weitere 22 Jahre eines (von juristischer Verantwortung für seine Tätigkeit im nationalsozialistischen Deutschen Reich unbelästigten) Lebensabends in München verbringen, ehe er dort 1986 verstarb.

## Rechtliche Folgen
Als Hefelmann 1958 Kenntnis vom Prozess gegen den ehemaligen „Euthanasie“-Gutachter Hans Heinze erlangte, versuchte er durch einen in Argentinien abgesandten Brief vom 22. Juni 1958 an Heinze seinen Aufenthaltsort in Deutschland zu verschleiern. Er nahm mit Recht an, dass sein Name im betreffenden Prozess fallen werde. In dem Brief an Heinze schilderte er das zeitgeschichtliche Geschehen in subjektiv-rechtfertigender Weise:

„[…] Als Auslandsdeutscher, der viele Jahre lang laufend mit Angehörigen verschiedener Nationalitäten zusammenkommt, insbesondere auch mit Engländern, Franzosen, Nordamerikanern und Polen, weiß man, daß der Deutsche wegen seines Fleißes und seiner industriellen Leistungen geachtet, wegen der schlimmen Geschehnisse der Hitlerzeit aber nicht verachtet wird, sondern deshalb, weil er gar zu gern sein eigenes Nest ohne Zwang beschmutzt und anderen damit gefallen will. Diese Selbstdiskriminierungen sind anderen Völkern völlig fremd. Man muß sich fragen: Wem könnte ein neuerliches Verfahren dienlich sein, nachdem wir doch als Verbündete des Westens auf unseren Ruf bedacht sein müssen?“

Nach Heydes Verhaftung am 12. November 1959 setzte sich Hefelmann nach Spanien ab, kehrte aber am 18. August 1960 wieder nach München zurück. Am 30. August 1960 meldete er sich bei der Staatsanwaltschaft München I und übergab in Anwesenheit seines Rechtsanwaltes ein Schreiben, in dem er den freiwilligen Charakter der Mitwirkung aller leitenden Beteiligten versicherte, um evtl. Anschuldigungen im laufenden Verfahren gegen Heyde, die KdF habe Ärzte zur Teilnahme am nationalsozialistischen „Euthanasie“-Programm gezwungen, zuvorzukommen. Aufgrund des vorliegenden Haftbefehls wurde Hefelmann festgenommen. Zusammen mit Gerhard Bohne und Friedrich Tillmann wurde er im Prozess gegen Werner Heyde vor dem Landgericht Limburg angeklagt. Der Frankfurter Generalstaatsanwalt Fritz Bauer warf ihm in der 833 Seiten umfassenden Gesamtanklageschrift vor, „heimtückisch, grausam und mit Überlegung mindestens 70000 Erwachsene und mindestens 5000 Kinder getötet zu haben.“
Während der Hauptangeklagte Heyde durch Suizid aus dem Prozess ausschied und der Mitangeklagte Tillmann kurz vor dem Prozessbeginn starb, nutzte Bohne seine Haftverschonung für eine Flucht nach Argentinien. Auch Hefelmann erhielt aufgrund eines im Dezember 1963 vorgelegten ärztlichen Gutachtens Haftverschonung. Für den am 18. Februar 1964 beginnenden Prozess wurden dem nur bedingt Verhandlungsfähigen ärztlich verordnete Erleichterungen eingeräumt. Der ehemalige Leiter der Kinderfachabteilung Stadtroda und damalige Medizinaldirektor des Landeskrankenhauses in Göttingen, Gerhard Kloos, wandte sich in einem Brief vom 10. Juli 1964 mit einem eigenen Gutachten an Hefelmanns Arzt und Anwalt, in dem er u. a. ausführte:

„Wie ich feststellen konnte, hat er wesentliche Strecken der vorausgegangenen Hauptverhandlung nicht aufgefasst oder gleich wieder vergessen […] Bei diesem körperlichen und seelischen Befund ist Herr Dr. Hefelmann nach meiner Ansicht nicht mehr fähig, der weiteren Verhandlung mit lückenloser Aufmerksamkeit zu folgen und sich mit der nötigen Spannkraft zu verteidigen.“

Aufgrund mehrerer ärztlicher Gutachten, die Hefelmann eine Lebenserwartung von nur noch zwei Jahren attestierten, stellte das Landgericht Limburg das Verfahren gegen ihn am 14. September 1964 vorläufig ein. Im Laufe der nächsten Jahre folgten noch mehrere medizinische Gutachten, die alle die Verhandlungsfähigkeit Hefelmanns in Frage stellten. Am 8. Oktober 1972 wurde er endgültig für dauerhaft verhandlungsunfähig erklärt.
Bedenken über die Rechtmäßigkeit seines Tuns stritt Hefelmann stets vehement ab: „Ich bin nie im Zweifel darüber gewesen, daß ich mich im rechtlichen Sinne und in Fragen der Humanität richtig verhalten habe“. Die Tötungen der kranken Kinder und Erwachsenen bezeichnete er als „völlig legalen Verwaltungsakt“.